# Jonathan Barber
Jonathan Barber (* 1989 oder 1990 in Hartford) ist ein US-amerikanischer Jazzmusiker (Schlagzeug, Komposition).

## Leben und Wirken
Jonathan Barber begann mit fünf Jahren Schlagzeug zu spielen; erste Auftritte hatte er in der Kirchengemeinde seiner Eltern. Während seiner Highschoolzeit wurde er Mitglied des Artists Collective in Hartford, einer Initiative, die Jackie und Dollie McLean gegründet hatten. Dort hatte er Unterricht bei René McLean, der ihn mit dem Jazz und afrikanischen Rhythmen vertraut machte. Nach der Entscheidung, Musiker zu werden, setzte er dann seine Studien an der University of Hartford, der Hartt School of Music (Unterricht bei Eric McPherson) und am Jackie McLean Institute of Jazz fort, wo er mit Auszeichnung den Bachelor of Arts in Music Performance (Jazz Studies) erwarb.
Erste Aufnahmen Barbers entstanden 2012 mit dem Bassisten Nat Reeves (State of Emergency); des Weiteren arbeitete er zunächst in der Jazzszene von Hartford, bevor er nach New York zog. Dort spielte er mit Musikern wie Jimmy Greene, Erykah Badu, Wallace Roney, Jeremy Pelt, Kenny Barron, John Patitucci, Kurt Elling, Terrace Martin, Charnett Moffett, Stanley Jordan, Harold Mabern, Steve Davis, Larry Willis, Abraham Burton, Jovan Alexandre, Sharel Cassity, Kris Allen und J. D. Allen III. Weiterhin unterrichtete er am Artists Collective, im Litchfield Jazz Camp und an der University of Hartford (Hartt School). 2018 legte er sein Debütalbum Vision Ahead vor; 2019 leitete Barber ein eigenes Quintett, dem Kris Allen (Saxophon), Andrew Renfroe (Gitarre), Taber Gable (Piano) und Matt Dwonszyk (Bass) angehörten. In seiner eigenen Musik fusioniert er Jazz mit Elementen von Gospel, Rock, Soul und Fusion. Im Bereich des Jazz war er zwischen 2012 und 2018 an 39 Aufnahmesessions beteiligt. Zu hören ist er u. a. auch auf Marie Krüttlis Trioalbum The Kind of Happy One (2020, mit Lukas Traxel) und auf Julieta Eugenios Debütalbum JUMP (2022). Zu seinen Vorbildern zählt er die Schlagzeuger Eric McPherson, Nasheet Waits, Lewis Nash, Ralph Peterson, Gregory Hutchinson und Gerald Cleaver.

## Diskographische Hinweise
- Greg Skaff, Pat Bianchi, Fima Ephron, Jonathan Barber, Charley Drayton: Soulmation (Zoho Music LLC, 2017)
- Vision Ahead (2018), mit Godwin Louis, Taber Gable, Andrew Renfroe, Matt Dwonszyk, Denise Renee, Sasha Foster
- Live at Jazz Standard (2020)